# Darginer

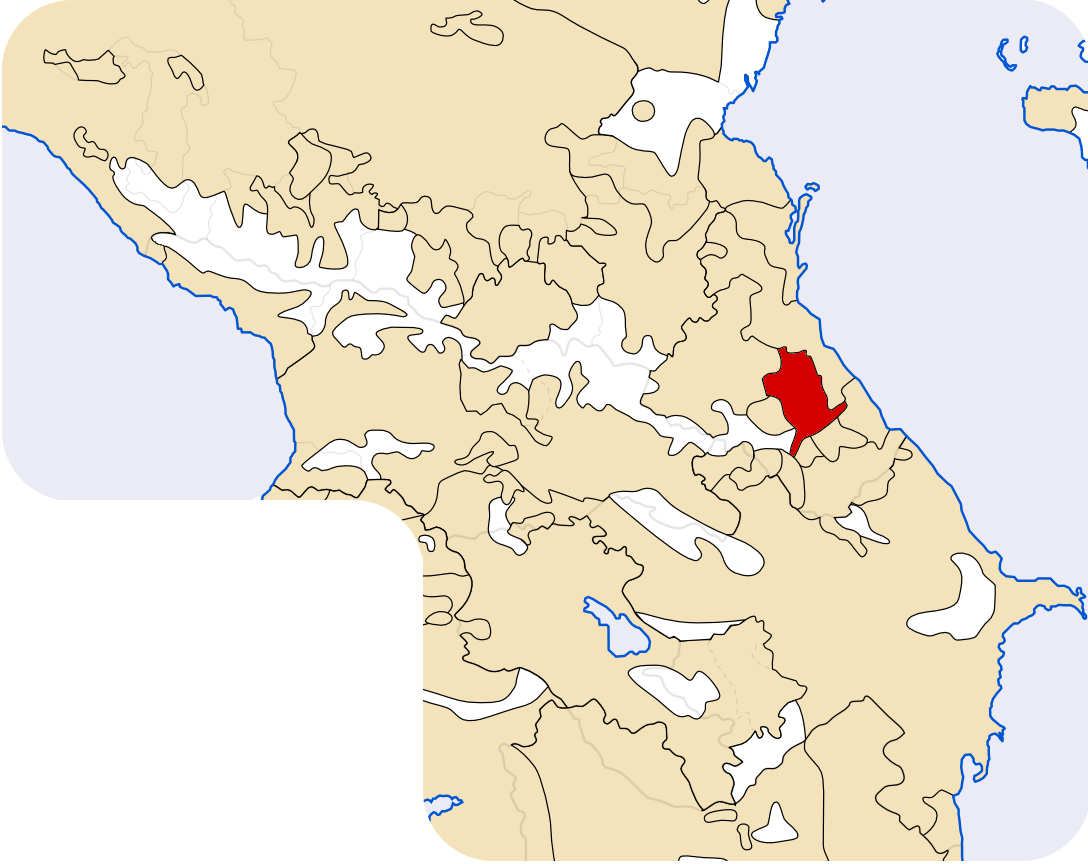
Hauptsiedlungsgebiet der Darginer in Kaukasien

Die Darginer (auch Darginen, Eigenbezeichnung dargwa oder dargan, in Literatur des 19. Jahrhunderts nach Peter Karlowitsch von Uslar als Hürkaner oder Hürkiliner bezeichnet) sind ein Volk in der russischen Kaukasusrepublik Dagestan.
Die Darginer bilden rund 17 % der Bevölkerung dieser Republik (490.386) und sind somit nach den Awaren die zweitgrößte Bevölkerungsgruppe. Sie leben vorwiegend in der gebirgigen Region im Süden des Landes. Mit den Darginern in weiteren Regionen Russlands gibt es nach der russischen Volkszählung von 2010 589.386 Darginer.

## Sprache
Die darginische Sprache gehört zum Zweig der lakisch-darginischen Sprachen in der Sprachfamilie der  nordostkaukasischen Sprachen. Seit dem 16. Jahrhundert wurde sie gelegentlich in arabischer Schrift geschrieben, in der Zeit der Sowjetunion wurde 1928 eine lateinische Schriftsprache entwickelt, die 1938 durch die kyrillische Schrift ersetzt wurde.
Im Gegensatz zum näher verwandten Lakischen, das nur wenig variierende Dialekte kennt, hat das Darginische sehr verschiedene Dialekte. Man unterscheidet heute fünf Hauptdialekte: Urachisch (nach dem Dorf Urachi bei Sergokala) oder Chürkilinisch/Hürkilinisch (daher der veraltete Name nach Uslar, der diesen Dialekt in der Ortschaft Hürkili erforschte) im nördlicheren Hochland, Zudacharisch (nach dem Dorf Zudachar; auch Tzudacharisch) im Südwesten und Akuschinisch rund um das Dorf Akuscha, das zur Basis der darginischen Schriftsprache wurde. Dazu kommen Kubatsch(in)isch (nach dem Dorf Kubatschi) und Kaitakisch (nach dem Kaitaken im heutigen Kaitagski rajon um Madschalis), die früher noch als eigene Sprachen galten (siehe auch Kapitel „Untergruppen“). Einige Linguisten sehen noch einen sechsten Hauptdialekt Megebisch mit nur 1000 Sprechern. Bei der Zählung der Unterdialekte kommt man je nach Klassifikation auf elf bis 18 Unterdialekte, die zum Teil untereinander schwer verständlich sind.

## Religion
Die Darginer konvertierten etwa seit dem 9./11. Jahrhundert bis spätestens zum 16. Jahrhundert zum sunnitischen Islam (siehe auch: Islam in Russland). Zuvor waren sie meist christlich, evtl. auch einige jüdische Gruppen, die sich archäologisch nachweisen lassen. Die sunnitischen Darginer gehören, wie die anderen sunnitischen Bewohner des Hochlandes von Dagestan, zur Rechtsschule der Schāfiʿiten. Eine Minderheit der Darginer, die Bewohner zweier Ortschaften gehören zur schiitischen Hauptströmung der Zwölfer-Schiiten, als Rechtsschule auch Dschafariten genannt. Die Traditionen der Darginer zeigen, wie bei allen Kaukasusvölkern, auch vorchristliche und vorislamische Elemente. Nicht alle Darginer sind religiös, der Anteil der Atheisten in Dagestan wird auf etwa ein Drittel geschätzt.

## Untergruppen
Historisch gehören zu den Darginern drei Untergruppen deren Dialekte sich unterschieden:
- Die eigentlichen Darginer, historisch „Kara-Kaitaken“ („Schwarz-Kaitaken“) genannt, in den ebeneren östlichen und nördlichen Gebieten, die sich durch die Nähe zur Handelsstraße über Derbent zwischen Persien und Russland auch überregional verbreiteten und drei bzw. vier Hauptdialekte sprechen.
- Die Kaitaken im westlichen Gebirge, die sprachlich seit dem 19. Jahrhundert stark assimiliert wurden und zu denen sich in der Volkszählung 1926 noch über 20.000 Menschen zählten, bei der russischen Volkszählung 2010 dagegen nur noch sieben Menschen[5].
- Die Kubatschen in der Ortschaft Kubatschi (früher auch Kubatscha) und Umgebung im Süden des darginischen Siedlungsgebietes. In der Volkszählung 1926 bezeichneten sich noch 4900 Menschen als Kubatschen, 2010 nur noch 120[6].

Einige hundert Darginer, meist Kaitaken und Kubatschen leben seit dem 17. Jahrhundert abseits des Hauptsiedlungsgebietes im nördlichen Aserbaidschan. Die genaue Anzahl der Sprecher dort ist nicht bekannt, weil die aserbaidschanische Volkszählung im Gegensatz zur russischen die Minderheitensprachen nicht erfragte. Wahrscheinlich haben viele die Mehrheitssprache der Region Aserbaidschanisch angenommen.

## Geschichte

### Darginer
Die Darginer lebten seit dem Altertum in Ostdagestan und wurden im 7. Jahrhundert Vasallen der Chasaren, seit etwa 737 Vasallen des arabisch-muslimischen Kalifats, das damals die Grenzfestung Derbent eroberte und übernahmen in der Folgezeit allmählich den Islam. Bereits seit dem ersten Jahrtausend lassen sich darginische islamisierte Fürsten mit dem Titel Usmi beobachten, die anfangs vor allem die südwestlichen Gebiete beherrschten und ursprünglich Kaitaken waren. Ihr Sitz war anfangs Qalaʿ Quraiš (arabisch für „Burg der Koreischiten“ – eine legendenhafte Zuschreibung) nahe Kubatschi, später nahe der Ortschaft Akuscha.
Die älteste namentliche Erwähnung der Darginer in den Quellen findet sich aus dem 10. Jahrhundert im persischsprachigen Darband-nāma, der Stadtchronik von Derbent, die heute nur noch in einer französischen Übersetzung des Orientalisten Aleksandr Kazembek erhalten ist. Nach den Angaben dieser Chronik lebten die Darginer (und Kaitaken und Kubatschen) im 10. bis 12. Jahrhundert noch eher in den östlichen Ebenen des Vorgebirgslandes und wurden danach von den turksprachigen Kumyken ins Bergland abgedrängt. Das Turkvolk der Kumyken, heute die drittgrößte Ethnie in Dagestan, entstand aus einer Verbindung von vor den Mongolen geflüchteten Kiptschaken (Kumanen) und Einheimischen.
Nach den Mongolenzügen im 13. Jahrhundert wurden sie direkt oder indirekt von den Herrschern der Kumyken, den Schamchal beherrscht. Durch den erfolgreichen Aufstand der Laken gegen die Kumyken 1578, dem sich auch andere dagestanische Bergvölker anschlossen, wurden auch die Darginer unabhängig. Vom Ende des 16. Jahrhunderts bis in Anfang des 18. Jahrhunderts war das darginische Usmijat unter persischer Oberhoheit wichtigste Regionalmacht im dagestanischen Bergland, wurde aber 1715 von den Laken unterworfen. In diese Zeit der Dominanz der darginischen Usmis fällt auch eine Ausdehnung des darginischen Siedlungsgebietes nach Norden, wodurch die Laken ins höhere Gebirge und die Kumyken in die Ebene abgedrängt und voneinander räumlich isoliert wurden. Neben dem Herrschaftsgebiet der Usmis gab es traditionell vier unabhängige, freie Gemeinschaften (arab. dschamāʿ genannt) aus Klans bzw. Gemeinden, zu denen nach der Zerschlagung des Usmijats durch die russische Armee im 19. Jahrhundert noch sechs weitere kamen.

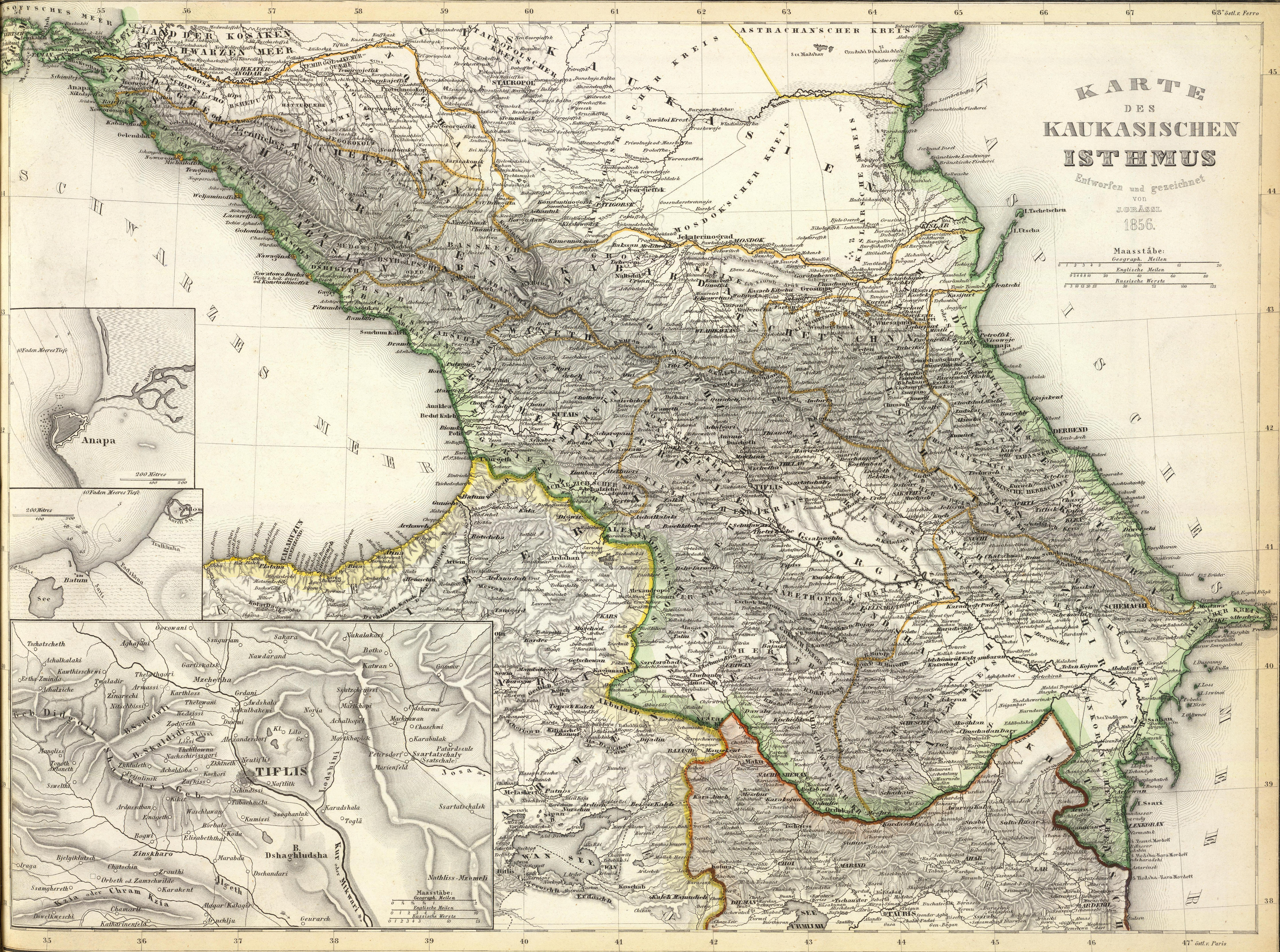
Karte Kaukasiens 1856. Das Darginergebiet wird etwa auf der Hälfte der Karte nahe der Ostküste als „Kaitach“ und „Geb.(irge) Kaitach“ (also Kaitaken und Kara-Kaitaken) skizziert. Auch Akuscha und „Kuwel-schi“ (=Kubatschi) sind eingezeichnet.

Nach der Niederlage gegen die Laken 1715 nunmehr im Bündnis mit ihnen besiegten die Darginer unter Usmi Ahmed-Khan II. die Awaren und eroberten gemeinsam mit den Laken die Region Schirwan im heutigen Aserbaidschan, was den persischen Herrscher Nadir Schah zum Gegenangriff auf Dagestan veranlasste. Diese Kriegszüge nach Transkaukasien, die später Awaren und v. a. Lesgier fortführten, wurden durch den Zusammenbruch des Safawidenreiches begünstigt. Die Darginer unterwarfen sich anfangs Nadir, beteiligten sich aber 1742 am erfolgreichen Aufstand Dagestans gegen Nadirs Besatzung.
Nachdem Russland um 1800 die Umgebung des dagestanischen Berglandes annektiert hatte, eroberte die russische Armee 1819 das Darginergebiet. Der bewaffnete Widerstand der Usmis endete erst 1826. Ein Teil der darginischen Stämme beteiligte sich daraufhin ab etwa 1838 am antirussischen Aufstand unter Imam Schamil im Großen Kaukasuskrieg. Erst 1860 konnte Russland die letzten Darginer militärisch unterwerfen. Der Widerstand der Darginer gegen die Expansion der russischen Armee war vergleichsweise heftiger, als bei den meisten anderen dagestanischen Völkern und wurde nur von dem der Awaren übertroffen. Auch weil ihre historischen Fürsten sich nicht, wie die meisten anderen dagestanischen Fürsten, mit Russland arrangierten, sondern dagegen kämpften.

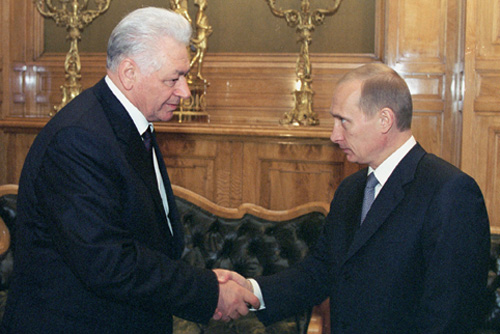
Der langjährige Präsident der autonomen Republik Dagestan (1983–2006) Magomedali Magomedowitsch Magomedow (links im Bild neben Wladimir Putin) ist Darginer.

In der Ära der Sowjetunion kam das Darginergebiet zur Dagestanischen Autonomen SSR innerhalb der Russischen SFSR. Damals wurde eine Schriftsprache auf der Grundlage des Dialektes von Akuscha gebildet, die auch für die Sprecher anderer Dialekte, darunter die Kaitaken und Kubatschen, verbindlich ist, und die Darginer wurden vollständig alphabetisiert. Darginisch ist heute die dritthäufigste Sprache Dagestans nach Russisch und Awarisch. Einige zehntausend Darginer leben nach der Volkszählung 2010 außerhalb Dagestans, v. a. in Südrussland.
Im Jahre 1944 wurde ein Teil der Darginer in die Steppen Dagestans, besonders in den Kisiljarer Rajon, aber auch in andere Flachlandregionen bis nach Kalmückien umgesiedelt. Teilweise zur besseren Kontrolle, teilweise, um die schlechte Ernährungslage im Gebirge zu beenden.
Wie in ganz Dagestan ist auch im Darginergebiet die Sicherheitslage zurzeit (2012) angespannt. In den 1990er Jahren gab es nationalistische Streitfragen und Zusammenstöße zwischen den zahlreichen Völkern Dagestans, die aber danach an Bedeutung verloren. Parallel bildete sich in den letzten 20 Jahren langsam ein islamistischer, teilweise gewaltbereiter Untergrund, dessen Anhängerschaft auf ca. 15 % der Bevölkerung geschätzt wird. Die Gewaltspirale zwischen ihnen und Spezialeinheiten drehte sich in den letzten Jahren in Dagestan, Tschetschenien und Inguschetien, seit 2005 auch in Kabardino-Balkarien und Nordossetien-Alanien immer schneller. Etwa seit Ende 2010/2011 ist aber ein Rückgang der Gewalt zu beobachten.

### Kaitaken und Kubatschen

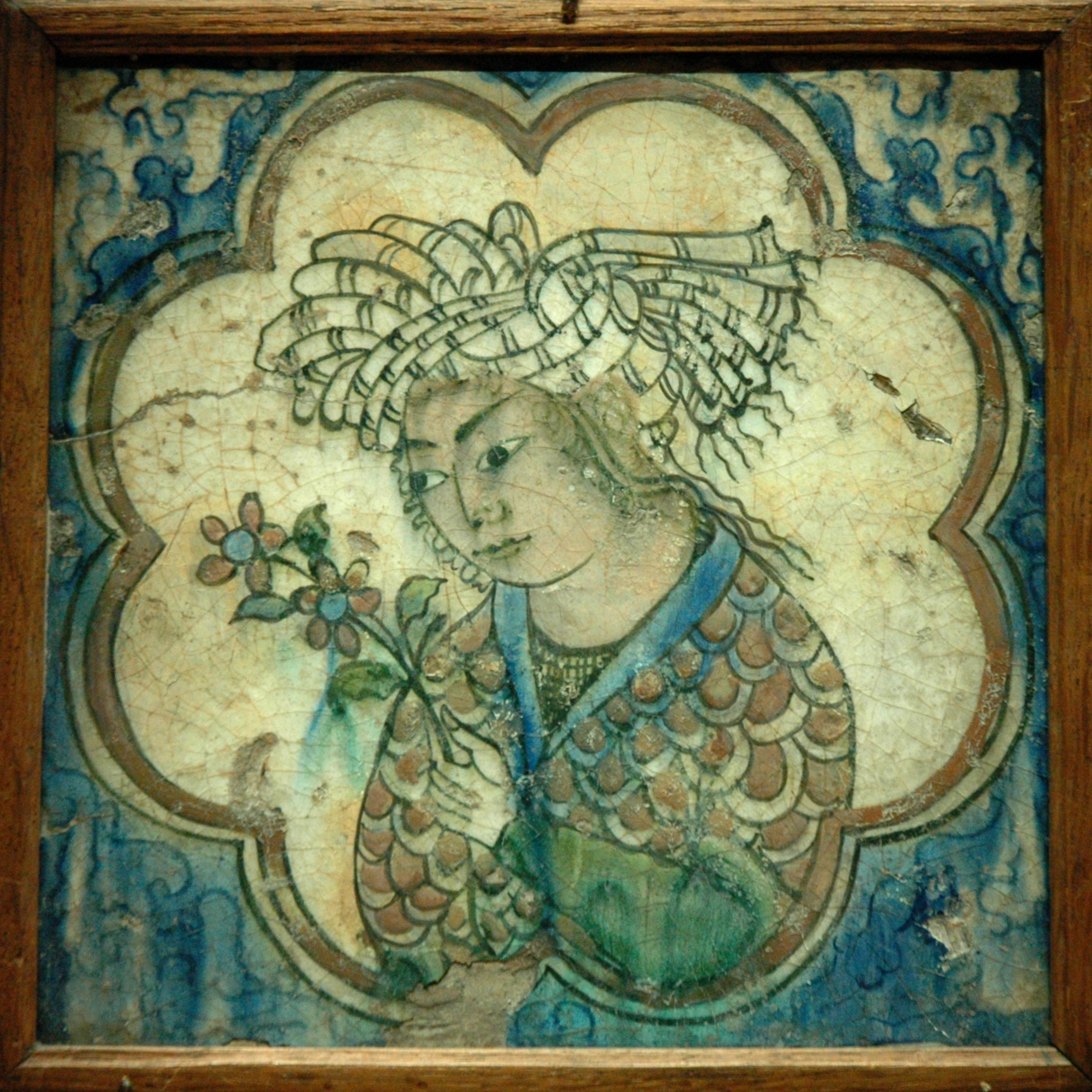
Glasurmalerei aus Kubatschi, Louvre, Paris

Die Kaitaken und Kubatschen bildeten traditionell eigene Stammesverbände, die aber häufig mit dem darginischen Stammesverband unter Führung der Usmis verbündet waren. Sie konvertierten erst im 13. und 14. Jahrhundert zum Islam. Das Zentrum der Kubatschen, der Ort Kubatschi, war seit dem 15. Jahrhundert ein überregional bekanntes Zentrum der Glasurmalerei auf Keramikkacheln und der Gold- und Silberschmiedearbeiten. Neben Kubatschi waren einige weitere darginische Ortschaften und überhaupt viele Orte im Großen Kaukasus für ihre Kunsthandwerke berühmt, deren Erzeugnisse auch überregional gehandelt wurden und so das Einkommen der Bergbewohner verbesserten. Daneben spielt vor allem in höheren Lagen die Viehzucht, v. a. von Schafen, Ziegen, Rindern und Pferden eine Rolle. Der Ackerbau ist im Kaukasusgebirge, besonders in Dagestan von untergeordneter Bedeutung.
Im 17. Jahrhundert wanderten einige Kubatschen und Kaitaken unter der führenden Familie Kaytaq ins nördliche Aserbaidschan aus und beteiligten sich hier an der Gründung der Stadt Quba, die zum Zentrum des zeitweilig mächtigsten aserbaidschanischen Fürstentums, des Khanates von Quba (1680–1806) wurde. Kaitaken und Kubatschen waren stets nur eine sehr kleine Minderheit der Bevölkerung dieses Khanates.
Die Dialekte der Kubatschen und Kaitaken wurden nicht zu Schriftsprachen und werden deshalb seltener gesprochen. Viele Kaitaken und Kubatschen sehen sich heute als Darginer.